# Slag bij Fano
De Slag bij Fano vond plaats in het voorjaar van 271 bij Fano aan de Italiaanse oostkust, tussen het Romeinse leger, onder aanvoering van keizer Aurelianus en de Alemannen en werd gewonnen door het Romeinse leger.

## Achtergrond
De Romeinen, die in januari 271 nog verrassend waren verslagen door de Alemannen bij Piazenca, slaagden erin zich na de nederlaag te hergroeperen en lieten versterkingen aanvoeren. De Alemannen trokken op richting Rome dat niet over verdedigingswallen beschikte.

## De veldslag
Opnieuw trok Aurelianus aan het hoofd van het leger ten strijde. Bij Fano aan de kust van de Adriatische Zee trof hij de legerscharen van de Alemannen aan. Ditmaal waren de Romeinen sterker en werden de Alemannen verslagen. De overwinning was een opsteker voor de Romeinen, die even daarvoor nog de mindere van de Alemannen waren geweest. De Alemannen trokken zich terug naar het noorden en de Romeinen zetten de achtervolging in, bij Pavia vond kort daarop een volgend treffen plaats.
Gardameer · Placentia · Fano · Pavia · Vindonissa · Reims · Straatsburg · Sulz am Nackar · Argentovaria · Langres
Oorlogen van de Romeinse Republiek
· Romeins-Etruskische Oorlogen
· Romeins-Aequische Oorlogen
· Latijnse Oorlog
· Romeins-Hernicische Oorlogen
· Romeins-Volscische Oorlogen
· Samnitische oorlogen (Eerste, Tweede, Derde)
· Pyrrhische Oorlog
· Punische oorlogen (Eerste, Tweede, Derde)
· Illyrische Oorlogen (Eerste, Tweede, Derde)
· Macedonische Oorlogen (Eerste, Tweede, Derde, Vierde)
· Romeins-Seleucidische Oorlog
· Aetolische Oorlog
· Galatische Oorlog
· Romeinse Verovering van Hispania (Eerste Celtiberische Oorlog, Lusitanische Oorlog, Numantische Oorlog, Sertorische Oorlog, Cantabrische Oorlogen)
· Achaeïsche Oorlog
· Oorlog tegen Jugurtha
· Cimbrische Oorlog
· Servilische Oorlogen (Eerste, Tweede, Derde)
· Bondgenotenoorlog
· Sulla's Burgeroorlogen (Eerste, Tweede)
· Mithridatische oorlogen (Eerste, Tweede, Derde)
· Gallische Oorlog
· Romeinse expedities naar Britannia
· Burgeroorlog tussen Pompeius en Caesar
· Einde van de Republiek (Slag bij Mutina, Burgeroorlog tegen Brutus en Cassius, Siciliaanse Opstand, Perusiaanse Oorlog, Burgeroorlog tussen Antonius en Octavianus)
Oorlogen van het Romeinse Keizerrijk
· Germaanse Oorlogen (Teutoburgerwoud, Marcomannenoorlog, Alemannische Oorlogen, Gotische Oorlog, Visigotische Oorlogen)
· Romeinse verovering van Britannia
· Boudicca
· Armenische Oorlog
· Vierkeizerjaar
· Joodse Oorlog
· Romeins-Parthische Oorlog
· Romeins-Perzische oorlogen
· Burgeroorlogen van de derde eeuw
. Gotische oorlog (376-382)
. Gotische opstand van Alarik I
. Gildonische opstand
. Gotische oorlog (402-403)
. Pictische oorlog van Stilicho
. Oorlog van Heraclianus
. Oorlog van Radegaisus
. Rijnoversteek
. Romeinse Burgeroorlog 427-429
· Val van het West-Romeinse Rijk